# Atlantis (DC Comics)
Pour les articles homonymes, voir Atlantis.
Atlantis est une civilisation aquatique fictive présente dans les comics américains publiés par DC Comics. La première version d'Atlantis au sein de l'Univers DC a fait ses débuts dans Action Comics #18 (novembre 1939) et a été conçu par Gardner F. Renard et Fred Guardineer.
D'autres incarnations d'Atlantis apparaissent dans divers comics de DC dans les années 1940 et 1950, y compris une version dans les comics de Superman dans lesquels la sirène Lori Lemaris réside. La version de la ville d'Aquaman la plus visible est d'abord apparue dans Adventure Comics #260 (Mai 1959), et a été créé par Robert Bernstein et Ramona Fradon. Toutes les versions sont fondées sur l'île mythique de l'Atlantide d'abord mentionnée dans le Dialogue initial de Platon, le Timée, écrit vers 360 av. J.-C.

## Historique de la publication
L'une des premières mentions d'Atlantis se produit dans Action Comics #17, dans une histoire de "Zatara le Magicien". La ville fut visuellement dépeinte le mois suivant dans l'histoire de "Zatara" d'Action Comics #18.
La ville est apparue dans plusieurs comics de DC des années 1940 et 1950 qui avaient des conflits de représentations. Une approche plus cohérente de sa représentation commença avec une histoire "d'Aquaman" dans Adventure Comics (vol. 1) #260, écrite par l'écrivain Robert Bernstein et dessinée par l'artiste Ramona Fradon, basée sur la mythologie du monde réel, l'Atlantide.
L'histoire d'Atlantis fut détaillée dans The Atlantis Chronicles, une série limitée de 7 numéros publiée par DC Comics, de mars 1990 à septembre 1990. Elle a été écrite par Peter David et illustrée par Esteban Maroto. La série est centrée sur une série de manuscrits historiques Atlantes, aussi appelés The Atlantis Chronicles qui présentent la chronique de l'ascension et de la chute d'Atlantis. Chaque numéro traite d'une époque distincte ou d'un événement dans le passé d'Atlantis, à commencer par son naufrage, raconté par le biais du point de vue de l'historienne royale.

## Histoire fictive

### Atlantis
Le continent d'Atlantis a été créé il y a 65 000 000 d'années par une race extraterrestre humanoïde connue sous le nom de Chasseurs/Cueilleurs (Hunter/Gatherers), qui procédèrent à chasser les Dinosaures jusqu'à leur extinction. Il y a un million d'années, la société Atlante s’épanouit aux côtés de l'Homo erectus, l'un des précurseurs de l'homme moderne. Ce qui, apparemment, se produit bien avant l'intervention des Martiens Blancs dont les modifications génétiques sur l'Homo sapiens ont créé le Metagène.
Il y a des milliers d'années, les niveaux de magie sur la Terre ont commencé à baisser en raison du réveil d'une entité connue sous le nom de Darkworld. La sorcière d'Atlantis, Citrina, a conclu un accord avec les Seigneurs du Chaos qui régnaient sur le Gemworld, de sorte qu'elle soit autorisée à créer un refuge pour les Homo magi et les espèces dépendantes de la magie comme les Fées, Elfes, Centaures, qui désiraient émigrer de la Terre. Le Gemworld fut colonisé par les Homo magi émigrants de Terre, issus des douze maisons dirigeantes d'Atlantis.
Le Darkworld était une dimension formée du corps d'une entité cosmique sans nom qui, plus tard, tomba dans un profond sommeil. Les rêves de cette entité furent responsables de la création des premiers Seigneurs du Chaos et de l'Ordre : Chaon (Chaos), Gemimn (Ordre) et Tynan (celui qui maintient l’Équilibre). Ces êtres et d'autres furent vénérés comme des dieux par les citoyens d'Atlantis. Le Darkworld était rattaché à Atlantis par une "chaîne" massive créée par Deedra, déesse de la nature. Certains magiciens Atlantes comme Arion et Garn Daanuth apprirent plus tard à puiser dans les énergies mystiques du Darkworld, leur permettant de manier un pouvoir presque divin.
Finalement, Atlantis devint le centre du début de la civilisation humaine. Son roi, Orin, ordonna la construction d'un dôme de protection au-dessus de la ville comme moyen de défense contre les tribus barbares. Mais peu de temps après, un météore s'est écrasé sur la terre, détruisant la plupart du monde terrestre et le naufrage de la ville au fond de l'océan. Le frère d'Orin, Shalako, partit avec un certain nombre de partisans à travers les tunnels souterrains afin de récupérer une autre ville engloutie de leur empire, Tritonis, dont les habitants n'avaient pas survécu. Après quelques années, les scientifiques Atlantes ont mis au point un sérum qui permettrait aux gens de respirer sous l'eau de manière permanente. Comme conséquence de l'usage de la magie par Shalako lors de leur installation à Tritonis, les Tritoniens virent leurs jambes muter en queue de poisson. Certains descendants du fils de Shalako, Dardanus, héritèrent aussi de sa télépathie qui était marquée par des cheveux blonds, couleur très rare chez les Atlantes. Le fils de Dardanus, Kordax avait également la possibilité de commander les créatures de la mer. Après qu'il les ai conduit, aux côtés des Tritoniens, dans une révolution contre le roi, il fut exilé. Les enfants naissant avec des cheveux blonds, la "marque de Kordax", étaient généralement considérées comme des aberrations et abandonnés à la mort.

### New Atlantis
Les survivants atlantes de la cité de Challa-Bel-Nalla, alors gouvernée par le Seigneur Daamon, un ancêtre de Deimos, ont déménagé à Skartaris et ont formé une alliance avec une race extraterrestre qu'ils ont appelé les Dieux de la Lune-Rouge. Ces aliens ont fourni aux Atlantes une technologie de pointe que Travis Morgan découvrira plus tard dans la Nouvelle Atlantide.

### Lemuria
Dans les comics de DC, les Lémuriens sont une race humanoïde à la peau bleue scientifiquement avancée et en partie recouverte de grandes écailles vertes. Ils vivent dans la ville sous-marine de Lemuria, basée sur le continent fictif du même nom. Zanadu, Maître du Chaos, déclare être un sorcier de Lemuria.

### Sub Diego
Sub Diego est le nouveau nom d'une partie de la ville de San Diego, en Californie, qui a été submergée lors d'un tremblement de terre généré artificiellement. Ce tremblement faisait partie d'un plan qui avait pour but de changer une partie de la population survivante en êtres subaquatiques. La ville eu une augmentation récente de sa population en raison d'un afflux de réfugiés en provenance d'Atlantis, à la suite de la destruction de cette ville par le Spectre.
Environ cinquante semaines après Infinite Crisis, un événement inconnu causa la transformation d'une partie de la population de Sub Diego qui redevinrent des êtres respirant à l'air libre. Par conséquent, Aquaman utilisa la magie pour faire remonter à la surface une énorme partie de la ville, qui rejoignit le reste de San Diego. La taille de Sub Diego restait immergée est encore inconnue.

### Xebel
À l'origine, Xebel était un royaume se trouvant dans une autre dimension, anciennement dirigé par la Reine Mera, et qui est actuellement gouverné par sa Némésis, la Reine V'lana. La sœur jumelle de Mera, Hila, est également restée à Xebel. Le vilain d'Aquaman, connu sous le nom de Thanatos, est également originaire de là. Le royaume de Xebel est situé à l'intérieur de la Dimension "Aqua",. Actuellement Xebel est une colonie pénitentiaire extra-dimensionnelle oubliée pour un ancien groupe de séparatistes Atlantes, enfermé derrière un portail scellé dans le Triangle des Bermudes. La sœur de Mera, dorénavant nommée Siren, a été envoyée pour tuer Aquaman. Il a été révélé plus tard par l'Entité elle-même que c'est l'Entité qui a libéré les soldats de Xebel du Triangle des Bermudes pour qu'Aquaman apprenne la vérité sur Mera. Pendant ce temps, l'alliance d'Aquaman renvoie les soldats de Xebel dans le Triangle des Bermudes, finissant la tâche d'Aquaman. Par la suite, Aquaman découvrit que les armes de Xebel ont été effectivement faite part la technologie Atlante. Dernièrement Xebel est sous la direction de Nérée (Nereus),.

### La Destruction d'Atlantis
Aquaman a découvert la transmission holographique d'un Atlante qui dit que la ville sous-marine est en danger et que ses forces ont poursuivi un ennemi inconnu dans les océans. Avant la fin de la transmission, l'Atlante a également annoncé que cet ennemi prévoyait de détruire Atlantis et a affirmé que les rois d'Atlantis avaient caché la vérité. Aquaman retourna chez lui et demanda à sa femme, Mera de rechercher cet ennemi d'Atlantis.

## Les Artefacts du Zodiaque

### Les Cristaux du Zodiaque
Le Sceau Royal Atlante est l'un des douze artefacts mystiques puissants connus comme les Cristaux du Zodiaque. Les Douze Cristaux ont été créés par Calcuha et Majistra, les parents du Seigneur Arion de l'Atlantis. Les douze artefacts sont en mesure de puiser dans l'énergie magique de la Terre pour effectuer des exploits en sorcellerie et de la Géomancie. Les douze cristaux refont surface dans Aquaman vol. 2 #1 où ils étaient en possession de Orm Marius, Ocean Master.

## Homo Magi
Dans l'Univers de DC, les Homo magi, des êtres humains pouvant manipuler la magie, sont originaires du continent perdu de l'Atlantide. Le continent était un point focal pour des énergies magiques (magie sauvage), et les Homo sapiens locaux évoluèrent en Homo sapiens magi en raison de leur exposition à ces énergies. Lors de la chute de l'Atlantide, les gens qui possédait cette prédisposition à la magie ont été dispersés aux quatre vents. Aujourd'hui, chaque être humain capable de lancer des sorts est un descendant des "Homo magi" de l'Atlantide.

## Les Colonies atlantes
Il y a eu d'autres villes sous-marines appelé Atlantis dans divers titres de DC comics. Ils comprennent :
- Sub Diego, dépeinte pour la première fois dans Aquaman vol 6 #16 (Avril 2004). Demeure du Maire Cal Durham et Lorena Marquez. Elle est constituée d'une partie de San Diego qui fut submergée lors d'une tentative de convertir les humains en êtres subaquatiques. La population est constituée d'un mélange de ces humains transformés et de réfugiés atlantes.
- La cité de Tritonis, demeure du Roi Iqula, la Reine S'ona, Lenora Lemaris, Lori Lemaris et Ronno le Mer-Man (ancien Mer-Boy)[20].
- L'affleurement de corail connu sous le nom de Mercy Reef, lieu où Aquaman fut abandonné à sa naissance.
- Les cités jumelle de Shayeris et Crastinus dans la Vallée Cachée, lieu de naissance d'Aqualad.
- La cité de Hy-Brasil, maison des Hy-Brazilians, leur ville entière est une machine de guerre flottante.
- La cité des Lemurians (de Super-Team Family #13-14, et Secret Society of Super-Villains #10).
- La cité atlante avant-poste de Venturia, domaine de la Reine Clea, une ennemie de Wonder Woman.
- La cité d'Aurania, ennemie de la cité de Venturia et de la Reine Clea.
- La cité de Tlapallan, peuplé par des atlantes à la peau d'onyx[21].
- La région de Maarzon est peuplée par des tribus de barbares à la peau verte[21].
- La cité de Thierna Na Oge, dépeinte pour la première fois dans Aquaman vol 2 #1 (Février 1986), est la demeure des Tuatha De Danann, une société avec une grande affinité à la magie, et gouvernée par la Reine Nuada Silverhand (son homonyme est Nuada Airgetlám).
- La cité de Nyarl-Amen, demeure d'une race d'hommes à tête de poissons armés de lances électriques. Gouvernés par le roi sorcier Nyarl-Amen. La dynastie Nyarl-Amen régna sur le monde il y a 50 000 ans[22].
- La cité de Bitterland, demeure d'une race d'Hommes Phoques, pinnipèdes humanoïdes qui vivent sous le Pôle Sud[23].
- La Mer des Sargasses, demeure d'une race de Néandertaliens ressemblant à des batraciens et appelés les "Troglodytes". Ils vivent sous le Courant Subtropical de l'Atlantique Nord[24].
- La cité de Merezonia, demeure aquatique de la Reine Klitra et des Mermazons, ennemis de Red Torpedo[25],[26].
- La cité de Sareme est une cité secrète sous-marine recouverte d'un dôme. Elle est habitée par des albinos respirant l'air et fut découverte par Flash[27].
- Le Deep Canyons sous le Port de New York, demeure des Kogats, une race de télépathes maléfiques[28].
- Des références à d'autres cités sous-marines nommées Atlantis peuvent être trouvées dans Challengers of the Unknown et The Sea Devils, telle que les demeures de Dolphin et Man-Fish (Juan Vallambrosa)[29].
- Les maisons de Neptune Perkins, Tsunami, Deep Blue, Little Mermaid (des Global Guardians), Barracuda (des Crusaders), Piscator, et Siren ont toutes été appelées Atlantis.

## Dans les autres médias

### Télévision
- Dans Superman: The Animated Series, Atlantis a été cachée pendant des siècles jusqu'à ce qu'Aquaman vienne confronter Lex Luthor après un récent projet de construction sous-marin de LuthorCorp. Il est également présent dans La Ligue des Justiciers, où la Ligue aide Aquaman à faire face à une tentative de coup d'état.
- Atlantis n'est pas explicitement mentionnée dans Smallville, mais A. C. - la contrepartie d'Aquaman - mentionne que sa mère a été attirée par son père parce qu'elle l'a aperçu en train de nager près de son phare, mais elle est morte quand il était bébé. C'est une allusion à ses origines dans les comics, sa mère étant une Atlante.
- Dans The Flash, alors qu'Atlantis ne semble pas exister sur la "Terre 1" de la série principale (cela peut changer, la série continue) Jay Garrick mentionne qu'Atlantis existe dans son monde, mais elle est en fait au-dessus de l'eau. L'un de ses meilleurs amis en vient, ce qui implique qu'Aquaman y est présent. L'épisode "Gorilla Warfare" montre une carte du monde. Il y a une grande île, sans doute Atlantis, située entre l'Europe et l'Amérique du Nord. Le Barry Allen de Terre 2 achète à ses parents des billets de vacances pour Atlantis pour leur anniversaire de mariage, ce qui implique une station balnéaire. Au cours de l'épisode de "Escape from Earth-2", le Barry Allen/The Flash de Terre-1 conseille aux Barry et Iris West de Terre-2 de sortir de Central City, afin de se cacher de Zoom. Ils mentionnent avoir des parents à Atlantis qui peuvent leur offrir un refuge.
- Dans Powerless, après que Wayne Security perde son contrat avec Ace Chemicals, ils parviennent à conclure une affaire avec la Cité Perdue d'Atlantis, afin de leur fournir des solutions de sécurité.

### DC Extended Universe
- Dans l'Univers cinématographique DC, Atlantis est présentée dans Justice League. Une Boîte Mère y est cachée. Le royaume est mis en avant dans Aquaman.